# Partido di Tandil
Il partido di Tandil è un dipartimento (partido) dell'Argentina facente parte della provincia di Buenos Aires. Il capoluogo è Tandil.